# Tennis Borussia Berlin
Tennis Borussia Berlin is een Duitse voetbalclub uit Berlijn en werd in 1902 opgericht. Tennis is een overblijfsel van de oude tennis- en pingpongclub en Borussia is een Latijnse versie van Pruisen. De club wordt vaak afgekort door TeBe. De club was de grote rivaal van Hertha BSC in de jaren twintig en dertig toen beide clubs streden om de titel beste club van Berlijn.

## Geschiedenis
In 1903 werd een voetbalafdeling opgericht en nam deel aan het Berlijns kampioenschap. In 1922 degradeerde de club uit de Verbandsliga Berlin-Brandenburg, de toenmalige hoogste klasse. Na één seizoen promoveerde de club weer en werd in 1925 al vicekampioen achter Alemannia 90 Berlin. De volgende twee seizoenen werd TeBe opnieuw tweede, deze keer achter Hertha. In 1927/28 werd TeBe in een andere groep ingedeeld als Hertha en werd groepswinnaar. In de finale om het Berlijnse kampioenschap was het de eerste club die Hertha kon verslaan. Hertha won ook een keer en zo kwam er een derde beslissende wedstrijd die door Hertha gewonnen werd. Als vicekampioen van Berlijn plaatste de club zich wel voor de eindronde om de landstitel. In de eerste ronde versloeg de club Crefelder FC Preußen en werd in de kwartfinale verslagen met 1-4 door Wacker München.
Ook het volgende seizoen had Hertha drie wedstrijden nodig om TeBe te verslaan in de Berlijnse eindstrijd. In de nationale eindronde stootte de club opnieuw door naar de kwartfinale, na Stettiner FC Titania te verslaan, maar werd dan uitgeschakeld door 1. FC Nürnberg. TeBe bleef kampioen worden in zijn groep, maar kon Hertha niet verslaan voor de Berlijnse titel. In 1929/30 werd de club in de eerste ronde van de eindronde uitgeschakeld door SpVgg Fürth.
In 1930/31 maakte TeBe VfB Liegnitz met de grond gelijk in de eerste ronde (6-1), maar liet het opnieuw afweten in de kwartfinale, deze keer tegen SV 1860 München. Hertha werd dat jaar voor de tweede keer landskampioen. Het volgende seizoen werd TeBe een handje geholpen door Minerva 93 dat de titel won en Hertha zo nog voor de eindronde uitschakelde. TeBe werd voor de allereerste keer kampioen van Berlijn. Nadat Viktoria Stolp aan de kant gezet werd, strandde TeBe andermaal in de kwartfinale, deze maal was Eintracht Frankfurt de boosdoener. Het volgende seizoen werd de club uit de eindronde geweerd door Viktoria 89 dat groepswinnaar werd in de competitie.
In 1933 kwam de NSDAP aan de macht in Duitsland en de competitie werd grondig geherstructureerd. De Gauliga werd ingevoerd als hoogste klasse en had zestien regionale onderverdelingen. De club eindigde steevast in de subtop en kon zich pas in 1940/41 opnieuw plaatsen voor de eindronde nadat ze kampioen geworden waren en Hertha met 8-2 verslagen hadden. De eindronde werd niet meer in bekervorm beslecht, maar in groepen van drie of vier clubs. In een groep met Dresdner SC en NSTG Praag werd TeBe tweede. De volgende jaren eindigde de club weer in de subtop.
Na de Tweede Wereldoorlog werden alle organisaties in Duitsland ontbonden. De club werd heropgericht als SG Charlottenburg. De Gauliga werd afgeschaft en vervangen door de Oberliga. In het eerste naoorlogse seizoen werd de club vicekampioen in groep C. Het volgende seizoen werden de vier groepen samengevoegd en daarin werd de club kampioen. Er was evenwel nog geen eindronde om de Duitse titel, die begon pas een jaar later. Vanaf 1949 nam de club opnieuw de historische naam Tennis Borussia aan. In 1949/50 werd de club kampioen en plaatste zich voor de eindronde. Hierin verloor de club van Kickers Offenbach. Ook de volgende twee seizoenen plaatste TeBe zich voor de eindronde. Het systeem was veranderd en er namen acht teams deel verdeeld over twee groepen van vier. TeBe werd telkens laatste in zijn groep. In 1953 hield Union 06 de club van de titel en ook de seizoenen erna moest de club zich tevreden stellen met een middenmootplaats of de vicetitel. In 1957/58 werd opnieuw de titel behaald. Opnieuw werd de laatste plaats behaald in de eindronde. De volgende seizoenen moest de club toekijken hoe Hertha en Tasmania de titels onder elkaar verdeelden.
In 1963 werd de Bundesliga ingevoerd. Langzaam aan werden de hogere speelklassen niet meer regionaal verspreid waardoor veel teams met een rijke geschiedenis wegzakten naar de anonimiteit. Tennis Borussia kon zich toch van dit lot onttrekken in tegenstelling tot het gros van de Berlijnse clubs. Er mocht slechts één team uit de Oberliga Berlijn deelnemen aan de Bundesliga en die keuze viel natuurlijk op kampioen Hertha BSC. Tennis Borussia ging nu in de Regionalliga Berlin spelen en was voor het eerst sinds de jaren twintig niet meer eerstklassig. Na twee seizoenen werd de club kampioen, maar doordat er vijf reeksen van de Regionalliga waren promoveerde de kampioen niet meteen. In de eindronde werd de club laatste. Ironisch dat jaar was dat Hertha dat jaar wegens een omkoopschandaal degradeerde maar de Duitse bond wel een team uit Berlijn in de hoogste klasse wilde hebben. De keuze viel niet op TeBe omdat zij al uitgeschakeld werden in de eindronde. Spandauer SV, de nummer twee in de stand verzaakte om deel te nemen aan de Bundesliga waardoor de derde in rang, Tasmania, automatisch promoveerde. Tasmania zou de beroerdste club worden die ooit in de Bundesliga speelde.
De volgende drie seizoenen moest de club genoegen nemen met een tweede plaats achter eeuwige rivaal Hertha BSC. Toen deze club na drie jaar promoveerde leek de weg vrij voor TeBe, maar nu werd de weg versperd door Hertha Zehlendorf. De volgende jaren moest de club tevreden zijn met een plaats in de subtop tot 1974 toen de club kampioen werd en via de eindronde voor het eerst naar de Bundesliga promoveerde. De Regionalliga's werden opgedoekt en vervangen door de 2. Bundesliga met slechts twee reeksen.
Het eerste seizoen bij de elite verliep niet vlot en de club werd voorlaatste, enkel Wuppertaler SV eindigde nog achter de club. Na één seizoen keerde de club als kampioen terug, maar eindigde op dezelfde zeventiende plaats. Na enkele seizoenen middenmoot werd de club in 1981 slachtoffer van de competitiehervorming. De 2. Bundesliga werd herleid tot één reeks en enkel de top 10 kwalificeerde zich. TeBe zakte voor het eerst in zijn bestaan naar de 3de klasse, de Oberliga Berlin, waar de club terug in de vertrouwde omgeving van Berlijnse clubs speelde.
In het eerste seizoen Oberliga werd de club kampioen, maar kon via de eindronde niet doorstoten naar de 2. Bundesliga. In 1985 slaagde TeBe er wel in om te promoveren, maar werd na één seizoen terug naar de Oberliga verwezen. Ook Hertha BSC was gezakt naar derde en werd twee keer op rij kampioen voor TeBe. In 1991 werd de club kampioen, maar kon via de eindronde niet promoveren. De Oberliga Berlin werd opgeheven. Door de hereniging van Duitsland kwamen er nu drie Oberliga's voor die clubs. TeBe speelde in de Oberliga NOFV-Nord waar nu ook clubs uit Oost-Berlijn speelden, zoals FC Berlin, het vroegere Dynamo Berlin, dat in de jaren 70 en 80 tien keer op rij landskampioen werd van deDDR. In 1993 werd de club kampioen. In de eindronde werd de club tweede achter 1. FC Union Berlin, nog een club uit Oost-Berlijn die in de Oberliga NOFV-Mitte speelde. Union kreeg echter geen licentie en daardoor promoveerde TeBe naar de 2. Bundesliga.
Na één seizoen degradeerde de club. De Oberliga werd nu de vierde klasse en de Regionalliga werd heringevoerd als derde klasse. Clubs uit Oost-Duitsland gingen nu in de Regionalliga Nordost spelen. In 1998 werd de club kampioen en promoveerde naar de 2. Bundesliga. In de DFB-Pokal versloeg de club in de achtste finale Hertha BSC voor 40.000 toeschouwers met 4-2 en werd in de kwartfinale verslagen door Werder Bremen. In de competitie eindigde de club op een onverhoopte zesde plaats. Door financiële problemen kreeg de club na het volgende seizoen geen licentie meer en degradeerde naar de Regionalliga Nord waar ze laatste eindigde en zo nog verder wegzakte naar de Oberliga NOFV-Nord. TeBe speelde nu voor het eerst in de geschiedenis nog maar in de vierde klasse. In 2008 werd de 3. Liga ingevoerd waardoor de Oberliga nu de vijfde klasse werd. TeBe werd kampioen en promoveerde naar de Regionalliga. Het hele seizoen had de club uitzicht op behoud maar op het einde liep het mis en belandde de club op een degradatieplaats, op de koop toe vroeg de club op 21 mei 2010 het faillissement aan omdat een sponsor zich had teruggetrokken. In 2011 trad de club aan in de Berlin-Liga. In 2015 werd de club kampioen en promoveerde naar de Oberliga. De club eindigde steevast in de subtop en na twee tweede plaatsen werd de club kampioen in 2020. Na drie seizoenen Regionalliga degradeerde de club opnieuw.

## Overzichtslijsten
| Niveau | Aantal | Periode (1947-2025)                                              |
| ------ | ------ | ---------------------------------------------------------------- |
| I      | 20     | 1945-1963, 1974-1975, 1976-1977                                  |
| II     | 20     | 1963-1974, 1975-1976, 1977-1981, 1985-1986, 1993-1994, 1998-2000 |
| III    | 16     | 1981-1985, 1986-1993, 1994-1998, 2000-2001                       |
| IV     | 11     | 2001-2008, 2009-2010, 2020-2023                                  |
| V      | 9      | 2008-2009, 2010-2011, 2015-2020, 2023-....                       |
| VI     | 4      | 2011-2015                                                        |

### Eindklasseringen vanaf 1964
| Seizoen | Competitie            | Niveau | Eindstand | DFB-Pokal    | Opmerking |
| ------- | --------------------- | ------ | --------- | ------------ | --- |
| 1963/64 | Regionalliga#Berlin   | II     | 2         | 1e ronde     | < 1. FC Saarbrücken: 1-6; winnaar Berliner Pokal > Wacker 04 Berlin: 2-1 |
| 1964/65 | Regionalliga#Berlin   | II     | 1         | 8e finale    | < Borussia Dortmund: 1-2; 4e in promotieserie 2 met FC Bayern München, 1. FC Saarbrücken en Alemannia Aachen; winnaar Berliner Pokal > Spandauer SV: 7-1                                              |
| 1965/66 | Regionalliga#Berlin   | II     | 2         | 1e ronde     | < FC Schalke 04: 1-3 n.v.; winnaar Berliner Pokal > Wacker 04 Berlin: 3-2 |
| 1966/67 | Regionalliga#Berlin   | II     | 2         | --           | 5e in promotieserie 2 met Alemannia Aachen, Kickers Offenbach, 1. FC Saarbrücken en 1. SC Göttingen 05; finale Berliner Pokal > Hertha BSC: 3-6                                                       |
| 1967/68 | Regionalliga#Berlin   | II     | 2         | --           | 4e in promotieserie 1 met Kickers Offenbach, Bayer 04 Leverkusen, TuS Neuendorf en Arminia Hannover                                                                                                   |
| 1968/69 | Regionalliga#Berlin   | II     | 3         | --           | |
| 1969/70 | Regionalliga#Berlin   | II     | 2         | 1e ronde     | < Werder Bremen: 0-2; 4e in promotieserie 1 met Arminia Bielefeld, Karlsruher SC, SV Alsenborn en VfL Osnabrück; finale Berliner Pokal > Hertha Zehlendorf: 1-1 n.v.                                  |
| 1970/71 | Regionalliga#Berlin   | II     | 4         | --           | finale Berliner Pokal > SC Tasmania 1900 Berlin: 0-2 |
| 1971/72 | Regionalliga#Berlin   | II     | 4         | --           | |
| 1972/73 | Regionalliga#Berlin   | II     | 3         | --           | |
| 1973/74 | Regionalliga#Berlin   | II     | 1         | 1e ronde     | < Eintracht Frankfurt: 1-8; 1e in promotieserie 2 met FC Augsburg, Rot-Weiß Oberhausen, Borussia Neunkirchen en FC St. Pauli; winnaar Berliner Pokal > Blau-Weiß Berlin: 1-0                          |
| 1974/75 | Bundesliga            | I      | 17        | 8e finale    | < VfB Stuttgart-II: 1-2 |
| 1975/76 | 2. Bundesliga#Nord    | II     | 1         | 3e ronde     | < FC Bayern München: 0-3; Ligatopscorer: Norbert Stolzenburg (27) |
| 1976/77 | Bundesliga            | I      | 17        | 3e ronde     | < 1. FC Köln: 1-5 |
| 1977/78 | 2. Bundesliga#Nord    | II     | 10        | 2e ronde     | < SC Westfalia 04 Herne: 1-3 |
| 1978/79 | 2. Bundesliga#Nord    | II     | 11        | 3e ronde     | < 1. FC Nürnberg: 0-2 |
| 1979/80 | 2. Bundesliga#Nord    | II     | 13        | 1e ronde     | < FC Viktoria Köln 1904: 0-1 |
| 1980/81 | 2. Bundesliga#Nord    | II     | 17        | 1e ronde     | < VfL Osnabrück: 0-2 n.v. |
| 1981/82 | Oberliga Berlin       | III    | 1         | 2e ronde     | < VfB Oldenburg: 1-2; 4e in promotieserie Noord met BV 08 Lüttringhausen, TuS Schloß Neuhaus en Arminia Hannover                                                                                      |
| 1982/83 | Oberliga Berlin       | III    | 3         | --           | finale Berliner Pokal > SC Charlottenburg: 2-3 |
| 1983/84 | Oberliga Berlin       | III    | 2         | --           | Liga-topscorer: Christiaan Müller (31); 1e ronde Duits Amateurkampioenschap > Offenburger FV: 2-1 / 1-4                                                                                               |
| 1984/85 | Oberliga Berlin       | III    | 1         | --           | 2e in promotieserie Noord met VfL Osnabrück, Rot-Weiss Essen, SC Eintracht Hamm en Hummelsbütteler SV; Liga-topscorer: Frank Dietrich (40); winnaar Berliner Pokal > SC Charlottenburg: 1-0           |
| 1985/86 | 2. Bundesliga         | II     | 19        | 1e ronde     | < Alemannia Aachen: 0-1 |
| 1986/87 | Oberliga Berlin       | III    | 2         | 1e ronde     | < Stuttgarter Kickers: 0-5; halve finale Duits Amateurkampioenschap > MSV Duisburg: 0-0 / 1-2; finale Berliner Pokal > Hertha BSC: 0-2                                                                |
| 1987/88 | Oberliga Berlin       | III    | 2         | --           | 1e ronde Duits Amateurkampioenschap > VfB Oldenburg: 2-3 / 1-3 |
| 1988/89 | Oberliga Berlin       | III    | 8         | --           | |
| 1989/90 | Oberliga Berlin       | III    | 3         | --           | |
| 1990/91 | Oberliga Berlin       | III    | 1         | --           | 5e in promotieserie 2 met FC Remscheid, VfL Wolfsburg, 1. SC Göttingen 05 en SC Verl |
| 1991/92 | Oberliga Nordost#Nord | III    | 4         | --           | |
| 1992/93 | Oberliga Nordost#Nord | III    | 1         | --           | 2e in promotieserie met 1. FC Union Berlin en Bischofswerdaer FV 08. Union was 1e maar kreeg geen licentie; winnaar Berliner Pokal > Türkiyemspor Berlin: 2-0                                         |
| 1993/94 | 2. Bundesliga         | II     | 20        | halve finale | < Rot-Weiss Essen: 0-2 |
| 1994/95 | Regionalliga Nordost  | III    | 4         | 2e ronde     | < FC St. Pauli: 3-4; winnaar Berliner Pokal > Türkiyemspor Berlin: 5-0 |
| 1995/96 | Regionalliga Nordost  | III    | 1         | 1e ronde     | < Karlsruher SC: 1-1 / 1-2 n.v.; promotie play-off > VfB Oldenburg: 1-1 / 1-2 n.v.; halve finale Duits Amateurkampioenschap > VfR Mannheim: 0-4; winnaar Berliner Pokal > Hertha Zehlendorf: 2-0      |
| 1996/97 | Regionalliga Nordost  | III    | 6         | 1e ronde     | < FC Bayern München: 0-3 |
| 1997/98 | Regionalliga Nordost  | III    | 1         | --           | promotie play-off > Hannover 96: 2-0 / 0-2 (1-3 n.s.); 1e in 2e promotieronde/Duits Amateurkampioenschap met Sportfreunde Siegen en Kickers Offenbach; winnaar Berliner Pokal > VfB Lichtervelde: 2-0 |
| 1998/99 | 2. Bundesliga         | II     | 6         | kwartfinale  | < Werder Bremen: 1-2 n.v. |
| 1999/00 | 2. Bundesliga         | II     | 18        | 3e ronde     | < Hertha BSC: 2-3 n.v. |
| 2000/01 | Regionalliga Nordost  | III    | 19        | 1e ronde     | < DSC Arminia Bielefeld: 1-3 |
| 2001/02 | Oberliga Nordost#Nord | IV     | 2         | --           | winnaar Berliner Pokal > Reinickendorfer Füchse: 4-0 |
| 2002/03 | Oberliga Nordost#Nord | IV     | 4         | 1e ronde     | < FC St. Pauli: 1-2; finale Berliner Pokal > Reinickendorfer Füchse: 0-1 |
| 2003/04 | Oberliga Nordost#Nord | IV     | 5         | --           | Liga-topscorer: Michael Fuß (31) |
| 2004/05 | Oberliga Nordost#Nord | IV     | 4         | --           | Liga-topscorer: Michael Fuß (28); winnaar Berliner Pokal > Berliner FC Alemannia 1890: 1-1 (4-3 n.s)                                                                                                  |
| 2005/06 | Oberliga Nordost#Nord | IV     | 5         | 1e ronde     | < VfL Bochum: 0-6; winnaar Berliner Pokal > Hertha BSC II: 2-1 n.v. |
| 2006/07 | Oberliga Nordost#Nord | IV     | 3         | 1e ronde     | < Karlsruher SC: 1-3 |
| 2007/08 | Oberliga Nordost#Nord | IV     | 6         | --           | Liga-topscorer ex aequo: Halil Savran (29); winnaar Berliner Pokal > VfB Hermsdorf: 2-0 |
| 2008/09 | Oberliga Nordost#Nord | V      | 1         | 1e ronde     | > Energie Cottbus: 0-3; finale Berliner Pokal > 1. FC Union Berlin: 1-2; invoering 3. Liga |
| 2009/10 | Regionalliga Nord     | IV     | 15        | 1e ronde     | < Karlsruher SC: 0-2 |
| 2010/11 | Oberliga Nordost#Nord | V      | 14        | --           | play-out > SC Borea Dresden: 0-1 / 1-2 n.v. |
| 2011/12 | Berlin-Liga           | VI     | 11        | --           | |
| 2012/13 | Berlin-Liga           | VI     | 8         | --           | |
| 2013/14 | Berlin-Liga           | VI     | 4         | --           | |
| 2014/15 | Berlin-Liga           | VI     | 1         | --           | |
| 2015/16 | Oberliga Nordost#Nord | V      | 4         | --           | |
| 2016/17 | Oberliga Nordost#Nord | V      | 6         | --           | |
| 2017/18 | Oberliga Nordost#Nord | V      | 2         | --           | |
| 2018/19 | Oberliga Nordost#Nord | V      | 2         | --           | finale Berliner Pokal > FC Viktoria 1889 Berlin: 0-1 |
| 2019/20 | Oberliga Nordost#Nord | V      | 1         | --           | competitie afgebroken i.v.m. coronapandemie |
| 2020/21 | Regionalliga Nordost  | IV     | 16        | --           | competitie afgebroken i.v.m. coronapandemie |
| 2021/22 | Regionalliga Nordost  | IV     | 10        | --           | |
| 2022/23 | Regionalliga Nordost  | IV     | 18        | --           | |
| 2023/24 | Oberliga Nordost#Nord | V      | 6         | --           | |
| 2024/25 | Oberliga Nordost#Nord | V      | 9         | --           | |
| 2025/26 | Oberliga Nordost#Nord | V      | .         | --           | |

## Bekende (oud-)spelers
- Jérôme Boateng
- Orkan Çınar
- Francisco Copado
- Geir Frigård
- Bodo Rudwaleit
- Martin Pieckenhagen